# Heinrich-Germer-Stadion
Das Heinrich-Germer-Stadion ist ein Fußballstadion mit Aschenbahn im Magdeburger Stadtteil Sudenburg. Es wird derzeit von den Frauenmannschaften, der II. Mannschaft und der A-Jugend des 1. FC Magdeburg, den Fußballmannschaften der Preußen Magdeburg sowie dem American-Football-Team der Magdeburg Virgin Guards genutzt.

## Geschichte
Das Stadion wurde 1920 errichtet und „Stadion am Königsweg“ genannt. Vom Sommer 1951 bis zum August 1952 wurden im Rahmen einer Renovierung der noch vorhandene Kriegsschutt beseitigt, neue Tribünen errichtet und ein neuer Rasen gesät. Das Stadion wurde dann am 20. August 1952 mit einem Freundschaftsspiel vor 20.000 Besuchern gegen Motor Zwickau wiedereröffnet. Die Anlage erhielt den Namen des Magdeburger Politikers und Pädagogen Heinrich Germer, der den Anstoß zur Renovierung des Stadions gab und im Juni 1952 verstarb.
Nach dem Zweiten Weltkrieg bis in die Mitte der 1960er Jahre spielten im Heinrich-Germer-Stadion die Fußballmannschaften der Vorläufer des 1. FC Magdeburg, BSG Stahl Magdeburg, Motor Mitte Magdeburg und SC Aufbau Magdeburg. Am 22. März 1955 wurde der Zuschauerrekord von 22.000 Zuschauern beim Punktspiel der zweitklassigen DDR-Liga Motor Mitte Magdeburg gegen die Lok Stendal (2:1) aufgestellt. Der Rekord wurde später mehrfach eingestellt. Von 1953 bis 1991 war Heinz Brauer Platzwart des Stadions.
Wegen Bauarbeiten im dann vom 1. FC Magdeburg genutzten Ernst-Grube-Stadion zwischen Mai 1979 und Mai 1981 spielte der DDR-Oberligist wieder im Heinrich-Germer-Stadion. Während dieser Zeit fanden dort auch die Europapokalspiele des FCM statt. Zu Gast waren der FC Wrexham, der FC Arsenal, Moss FK und Torino Calcio. Auch als das Ernst-Grube-Stadion zu Gunsten der neuen Avnet Arena abgerissen wurde, spielte der 1. FC Magdeburg zwischen Februar 2005 bis Ende 2006 erneut im Heinrich-Germer-Stadion, das zu diesem Zweck umfangreich modernisiert worden war. 
Am 21. Mai 2018 fand hier das Endspiel im Landespokal Sachsen-Anhalt zwischen dem 1. FC Lok Stendal und dem 1. FC Magdeburg (0:1) statt. 
Das Stadion weist eine ovale Form auf, die Haupttribüne wird von einem Sprecherturm überragt. Die derzeitige Kapazität beträgt 4.990 Zuschauer, lediglich 15 Sitzplätze und 100 Stehplätze sind überdacht. Das Spielfeld des Stadions aus Naturrasen wird von einer 400-m-Aschenbahn für Leichtathletikveranstaltungen umschlossen.

## Galerie

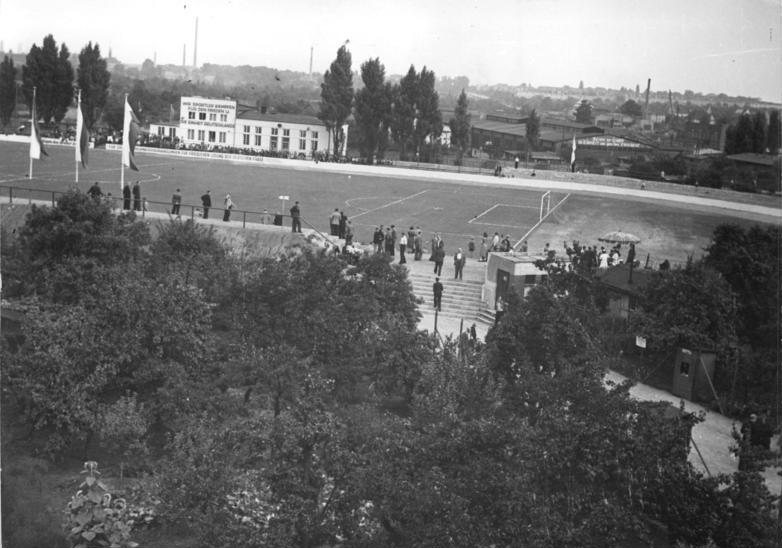
Wiedereröffnung des Heinrich-Germer-Stadions (1952)
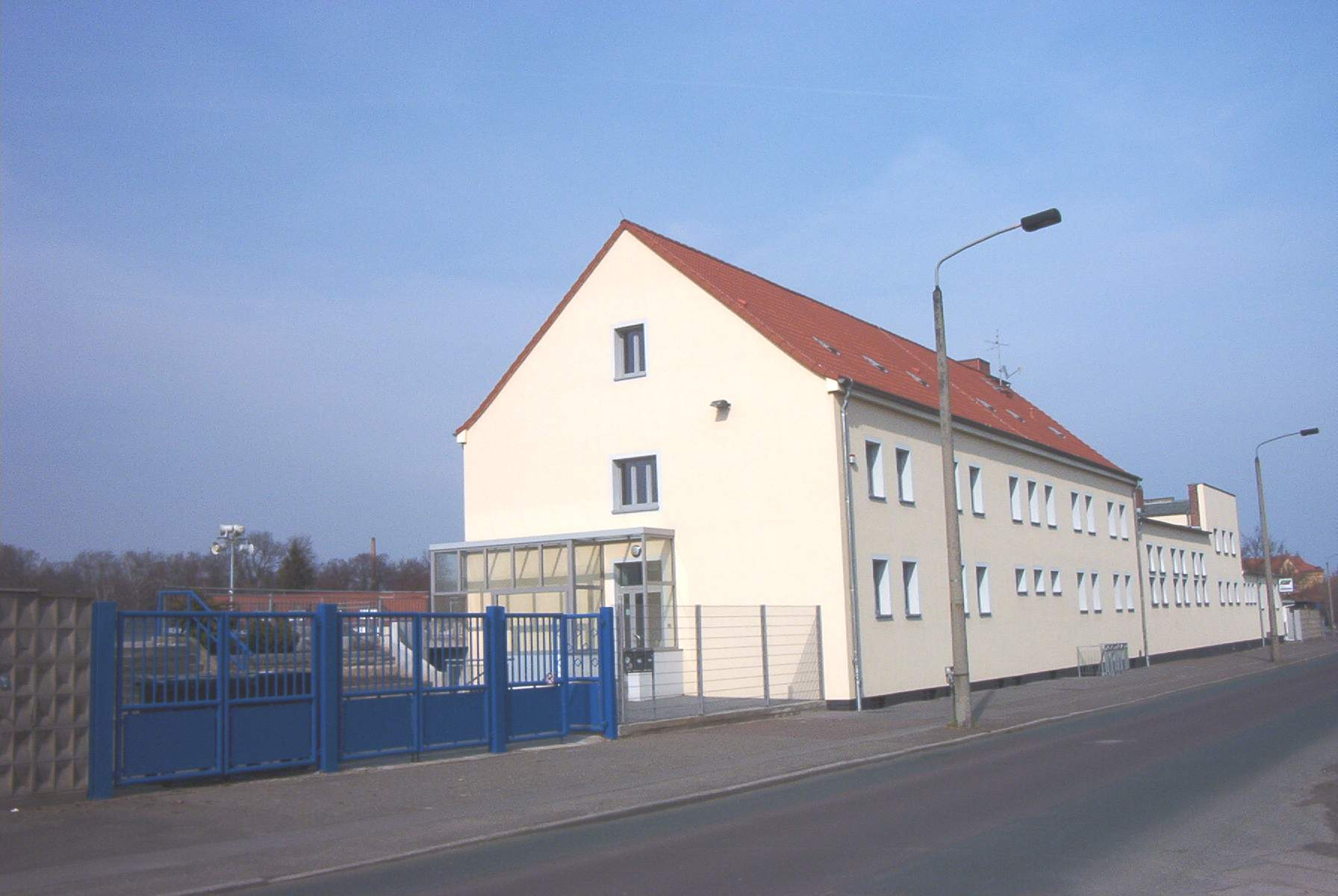
Der Eingangsbereich (2005)